# Vuelo 120 de China Airlines
El Vuelo 120 de China Airlines fue programado entre Taoyuan, Taiwán y Okinawa, Japón. El 20 de agosto de 2007, el Boeing 737-809 que operaba la ruta, se incendió y explotó después de aterrizar en el Aeropuerto de Naha. Cuatro personas, una de ellas en tierra, resultaron heridas en el hecho.

## Incidente

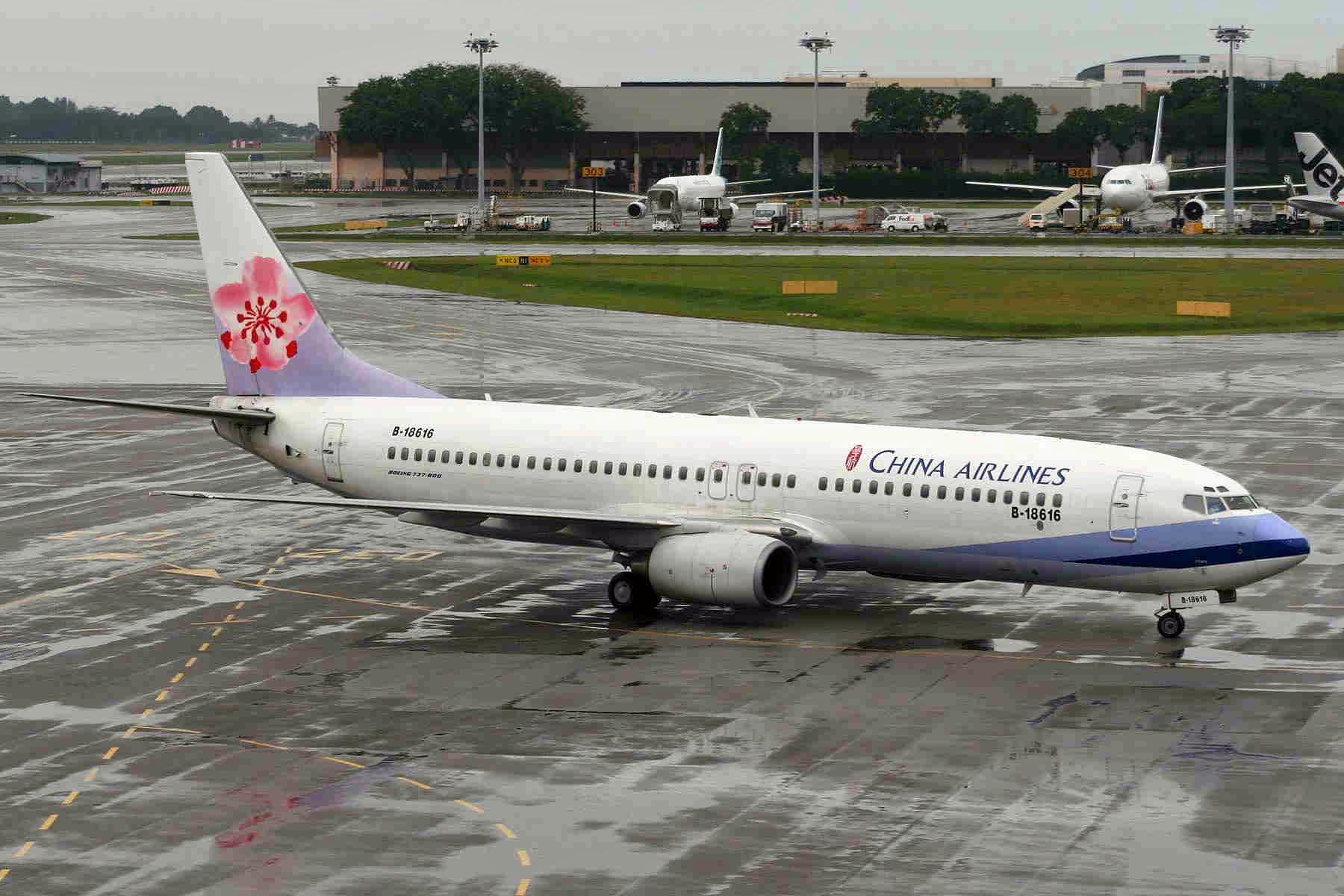
B-18616, el avión siniestrado.

El avión aterrizó de manera normal a las 10:26 a. m. hora local, y carreteó hasta el hangar. Los operarios en tierra notaron humo saliendo del motor 2 al tiempo en el que el piloto apagaba dicho motor. Informado de la situación por los controladores aéreos, el piloto ordenó una evacuación de emergencia. Todos los pasajeros y tripulantes lograron abandonar la aeronave de manera segura usando los toboganes de las salidas de emergencia. El piloto y el copiloto abandonaron la aeronave en último lugar, usando las ventanas de la cabina de mando. Poco después de que la aeronave fuese completamente evacuada, el motor 1 y los tanques de combustible del ala explotaron e iniciaron un incendio que destruyó por completo el avión. Un comunicado por parte de la aerolínea confirmó que todos los pasajeros y tripulantes evacuaron de manera segura. El hecho dejó 4 heridos; un hombre de 57 años con problemas de hipertensión, una niña de 8 años que se golpeó tras caer del tobogán, un miembro del aeropuerto herido durante la evacuación y una azafata que cayó al suelo al explotar la aeronave.
Tras el accidente, la Administración Aeronáutica Civil de Taiwán ordenó la inspección de todos los Boeing 737-800 de China Airlines, Mandarin Airlines y de la Fuerza Aérea Taiwanesa. La Comisión de Aviación Civil Japonesa pidió a los operadores japoneses de Boeings 737-700 y 737-800 realizar inspecciones similares a dichas aeronaves. Ninguna anomalía fue reportada tras las inspecciones y los aviones regresaron a servicio.

## Investigación
La investigación se centró en la posibilidad de un escape de combustible como principal causa de la emergencia. En una conferencia de prensa, los investigadores dieron a conocer que una pieza del dispositivo hipersustentador perforó el tanque de combustible del ala derecha, creando un pequeño agujero de 2 a 3 centímetros.

## Mayday: catástrofes aéreas
Este accidente apareció en la temporada 16 de la serie de televisión canadiense Mayday: catástrofes aéreas, del canal National Geographic en el episodio «Detalle mortal».